# Перегрино Анселмо
Хуан Перегрино Анселмо (на испански: Juan Peregrino Anselmo) е уругвайски футболист, нападател и треньор.

## Кариера
През 1922 г. започва да играе за Пенярол, с които печели пет шампионата на Уругвай. През 1928 г. става олимпийски шампион с националния отбор, две години по-късно - световен шампион, а през 1935 - шампион на Южна Америка.
След края на кариерата си, той работи като треньор. През 1962 г. оглавява Пенярол.

## Отличия

### Отборни
Пенярол
- Примера дивисион де Уругвай: 1926, 1928, 1929, 1932, 1935

### Международни
Уругвай
- Световно първенство по футбол: 1930
- Олимпийски игри златен медал: 1928
- Копа Америка: 1935

### Треньор
Пенярол
- Примера дивисион де Уругвай: 1962